# Tonino Agodi
Tonino Agodi (Ferrara, 9 agosto 1896 – Siracusa, 17 dicembre 1960) è stato un imprenditore, giornalista e politico italiano.